# Bárbara Tinoco
Bárbara Tinoco (Lisbona, 16 novembre 1998) è una cantante portoghese.

## Biografia
Figlia di un commerciante di strumenti musicali, Bárbara Tinoco si è avvicinata alla musica sin da piccola imparando a suonare l'ukulele, regalatole dalla nonna, e la chitarra insieme al padre. Ha studiato Scienze musicali alla Nuova Università di Lisbona.
Nel 2018 ha partecipato alle audizioni per la sesta edizione del talent show The Voice Portugal, ma nessuno dei giudici l'ha accolta nella propria squadra. Ha iniziato a pubblicare musica l'anno successivo. I suoi singoli del 2019 Antes dela dizer que sim e Sei lá sono stati certificati entrambi doppio disco di platino dall'Associação Fonográfica Portuguesa con oltre 20 000 unità vendute da ciascuno a livello nazionale.
Nel 2020 ha partecipato al Festival da Canção, rassegna musicale utilizzata come selezione del rappresentante portoghese all'Eurovision Song Contest, dove ha presentato l'inedito Passe-partout. Si è classificata 2ª nella serata finale, risultando vincitrice del televoto. Nello stesso anno ha vinto un premio Play al migliore artista emergente.
Bárbara Tinoco ha pubblicato i suoi primi progetti discografici nel 2021: l'EP Desalinhados e l'LP Bárbara Tinoco. Il secondo ha marcato il suo primo ingresso nella classifica portoghese degli album, dove ha raggiunto il 15º posto. Nel 2022 è stata giudice alla terza edizione della versione portoghese di The Voice Kids. Nel 2023 ha partecipato nuovamente al Festival da Canção, dove presentato l'inedito in lingua inglese Goodnight, classificandosi al 4º posto nella finale.

## Discografia

### Album in studio
- 2021 – Bárbara Tinoco
- 2023 – Bichinho

### EP
- 2021 – Desalinhados

### Singoli
- 2019 – Antes dela dizer que sim
- 2019 – A fugir de ser
- 2019 – Sei lá
- 2020 – Se o mundo acabar
- 2020 – Outras línguas
- 2020 – Um Natal Unibanco
- 2021 – Cidade (con Bárbara Bandeira)
- 2022 – Eu te amo (con i Lagum)
- 2022 – Chamada não atendida
- 2023 – Planeta (con Bispo)
- 2024 – Não és tu, sou eu

## Riconoscimenti
- Globos de Ouro
  - 2021 – Miglior interprete[8]
  - 2021 – Candidatura alla canzone dell'anno per Antes dela dizer que sim[9]
  - 2021 – Candidatura alla rivelazione dell'anno[10]

- Play - Prémios da Música Portuguesa
  - 2020 – Artista rivelazione dell'anno[11]
  - 2021 – Candidatura all'interprete femminile dell'anno[12]
  - 2021 – Candidatura alla canzone dell'anno per Sei lá[12]
  - 2022 – Candidatura alla miglior artista femminile dell'anno[13]